# Ak-Besjim
Ak-Besjim (Kirgizisch: Ак-Бешим,) is een dorp in Noord-Kirgizië, in de omgeving waarvan zich de ruïnes van de historische 6e- tot 8e-eeuwse stad Soejab (Суяб) bevinden.
Die voormalige stad op de zijderoute bestaat uit twee naast elkaar gelegen min of meer rechthoekige delen, die vroeger waarschijnlijk ommuurd waren. Bij opgravingen in de sovjet-tijd werden twee boeddhistische tempels, een christelijke kerk met kerkhof en een Chinese burcht ontdekt.
De boeddhistische tempels zijn het best bewaard gebleven. Een ervan bestaat uit:
- meerdere ruimtes gegroepeerd rond de inkom
- een groot langwerpig binnenplein
- daarachter een zuilengalerij
- nog daarachter een schrijn, waarin ooit een bronzen boeddhabeeld stond.